# Реймс-Гу
Реймс-Гу (фр. Reims-Gueux) — трасса, проложенная по дорогам общего пользования, использовалась для гонок «Формулы-1» Гран-при Франции в сезонах 1950—1966 годов. Находится недалеко от города Реймс, Франция). На трассе Реймс-Гу было проведено 14 Гран-при Франции, в том числе 11 Гран-при, входящих в официальный зачёт чемпионата мира «Формулы-1».

## Конфигурация трассы

Конфигурация трассы до 1951 года

Трасса своими очертаниями напоминает треугольник. C 1952 года конфигурация трассы значительно изменена, был убран участок, ведущий к повороту Gueux, северная вершина треугольника переместилась к Virage de Muizon и был ликвидирован поворот Virage de la Garenne. В 1953 году был смягчён 135-градусный поворот Virage de Thillois, что повлекло рост средних скоростей участников до 220 километров в час. В этой конфигурации трассу обычно называют Реймс (Reims).

## Победители Гран-при Франции на трассе Реймс-Гу

### Входившие в зачёт чемпионата мира Формулы-1
| Сезон | #  | Пилот                              | Конструктор     | Отчёт |
| ----- | -- | ---------------------------------- | --------------- | ----- |
| 1966  | 16 | Джек Брэбем                        | Brabham — Repco | Отчёт |
| 1963  | 13 | Джим Кларк                         | Lotus — Climax  | Отчёт |
| 1961  | 11 | Джанкарло Багетти                  | Ferrari         | Отчёт |
| 1960  | 10 | Джек Брэбем                        | Cooper-Climax   | Отчёт |
| 1959  | 9  | Тони Брукс                         | Ferrari         | Отчёт |
| 1958  | 8  | Майк Хоторн                        | Ferrari         | Отчёт |
| 1956  | 6  | Питер Коллинз                      | Ferrari         | Отчёт |
| 1954  | 5  | Хуан-Мануэль Фанхио                | Mercedes        | Отчёт |
| 1953  | 4  | Майк Хоторн                        | Ferrari         | Отчёт |
| 1951  | 2  | Луиджи Фаджоли Хуан-Мануэль Фанхио | Alfa Romeo      | Отчёт |
| 1950  | 1  | Хуан-Мануэль Фанхио                | Alfa Romeo      | Отчёт |

#### Не входившие в зачёт чемпионата мира Формулы-1
| Сезон | Пилот                | Конструктор |
| ----- | -------------------- | ----------- |
| 1948  | Жан-Пьер Вимилль     | Alfa Romeo  |
| 1939  | Херманн-Пауль Мюллер | Auto Union  |
| 1938  | Манфред фон Браухитч | Mercedes    |